# Tanjung Paku (Merlung)
Tanjung Paku is een bestuurslaag in het regentschap Tanjung Jabung Barat van de provincie Jambi, Indonesië. Tanjung Paku telt 805 inwoners (volkstelling 2010).